# فاندا متساوية الألوان
فاندا متساوية الألوان (الاسم العلمي:Vanda concolor) هي نوع من النباتات تتبع جنس الفاندا من الفصيلة السحلبية.